# Martot
Martot – miejscowość i gmina we Francji, w regionie Normandia, w departamencie Eure. Przez miejscowość przepływa Sekwana. 
Według danych na rok 1990 gminę zamieszkiwało 505 osób, a gęstość zaludnienia wynosiła 60 osób/km² (wśród 1421 gmin Górnej Normandii Martot plasuje się na 451 miejscu pod względem liczby ludności, natomiast pod względem powierzchni na miejscu 438).